# Jastrzębiec (województwo świętokrzyskie)
Jastrzębiec – wieś w Polsce położona w województwie świętokrzyskim, w powiecie buskim, w gminie Stopnica.
W latach 1954–1959 wieś należała i była siedzibą władz gromady Jastrzębiec, po jej zniesieniu w gromadzie Kargów. W latach 1975–1998 miejscowość administracyjnie należała do województwa kieleckiego.
| SIMC    | Nazwa  | Rodzaj    |
| ------- | ------ | --------- |
| 0272419 | Dwór   | część wsi |
| 0272425 | Grunta | część esi |

## Historia
Około 1426 r. biskup Wojciech Jastrzębiec wzniósł tu rycerski zamek dla swoich bratanków. W późniejszym okresie przeszedł na własność rodu Zborowskich. W XVII w. zamek został zburzony.